# Erica Deuber Ziegler
 (octobre 2021).
Si vous disposez d'ouvrages ou d'articles de référence ou si vous connaissez des sites web de qualité traitant du thème abordé ici, merci de compléter l'article en donnant les références utiles à sa vérifiabilité et en les liant à la section « Notes et références ».
Erica Deuber Ziegler, d'un précédent mariage Erica Deuber-Pauli, est une historienne de l’art et femme politique genevoise.

## Biographie
Elle a enseigné sa discipline dans la perspective d’une histoire sociale de l’art et de la culture à l’Institut d’études sociales, à l’École des Beaux-Arts et aux Universités de Genève, Lausanne et Dijon. Elle a été ensuite directrice du secteur Art et culture au Département des affaires culturelles de la Ville de Genève, puis chargée de recherche au musée d'ethnographie de Genève.
Elle a contribué à lancer l’inventaire des monuments d’art et d’histoire de Genève, publié dans la collection Les Monuments d'art et d'histoire de la Suisse, et a siégé pendant 16 ans à la Commission des monuments, de la nature et des sites du canton de Genève.
Militante de gauche, elle s’est engagée pour la culture, pour la sauvegarde du patrimoine et de l’environnement et pour la solidarité entre les peuples.
Députée au Grand Conseil du canton de Genève de 1985 à 2002, elle a été membre fondatrice de l'association Suisse-Palestine soutenant la cause palestinienne.
Depuis 1999, elle est l'épouse de Jean Ziegler.